# Präsidialbau der Regierung von Oberfranken

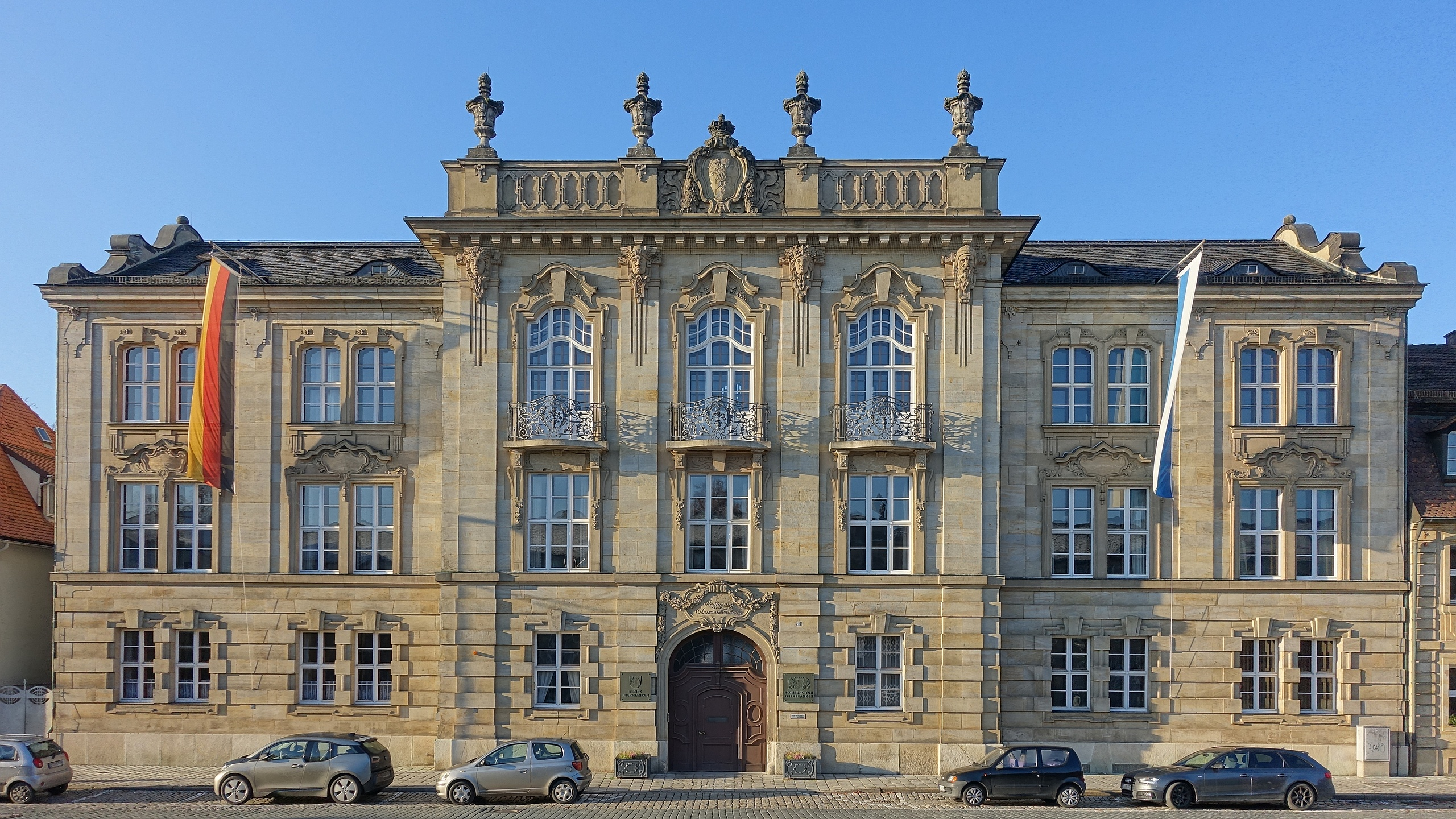
Präsidialbau vom Neuen Schloss aus gesehen

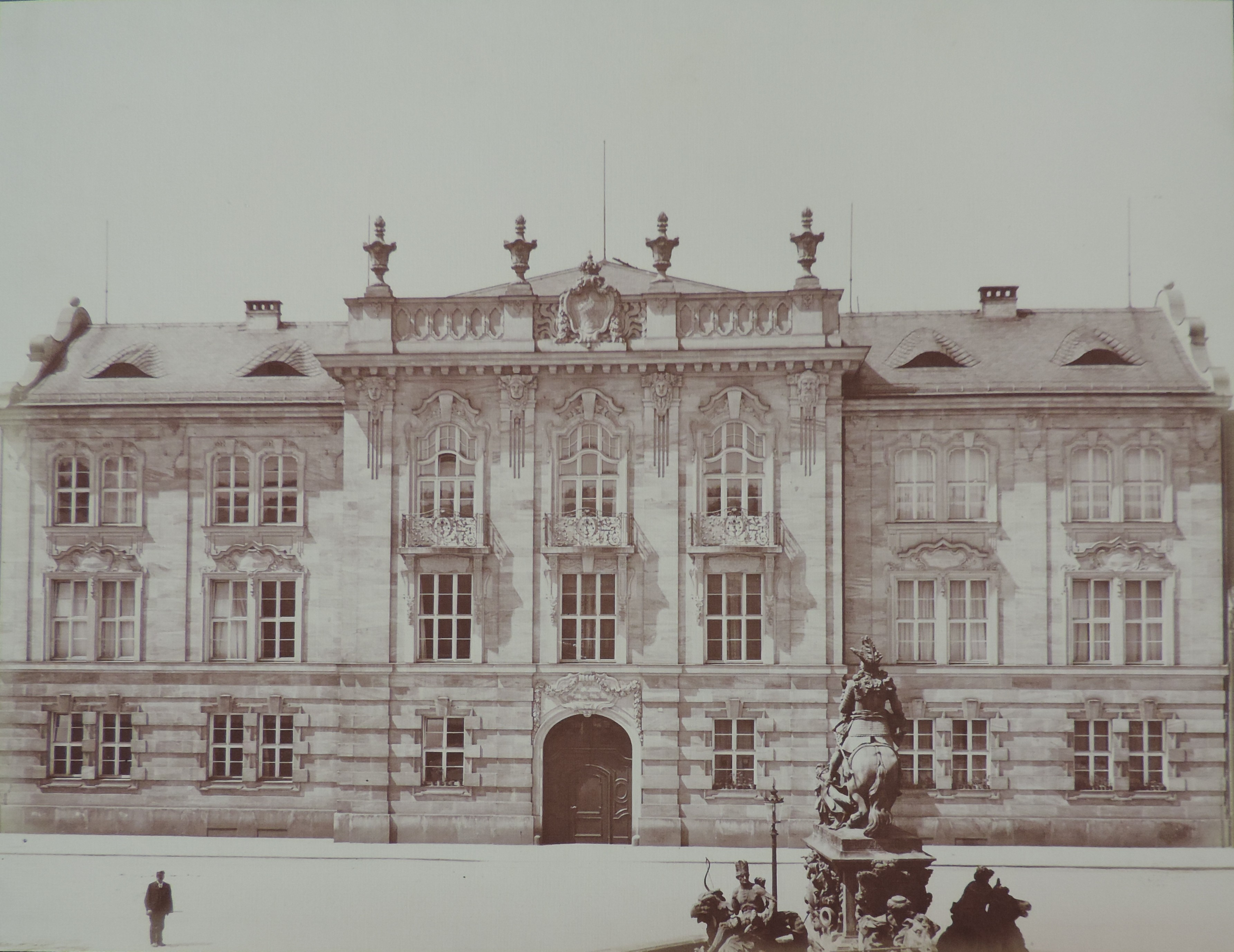
Fassade um 1904

Der Präsidialbau der Regierung von Oberfranken in Bayreuth liegt am barocken Residenzplatz gegenüber dem Neuen Schloss und diente als Verwaltungssitz der Regierung von Oberfranken.

## Geschichte und Beschreibung
Mit dem Bau wurde im Jahr 1902 begonnen, am 20. Oktober 1904 wurde das Gebäude eingeweiht. Die Hauptfassade aus Sandstein ist vom Historismus geprägt, sie zeigt vor allem neubarocke Elemente (wie z. B. die vier Kopfskulpturen unter dem Dachgesims). Der sich am Außenbau nur in Details andeutende Einfluss des Jugendstils zeigt sich deutlich in mehreren, von damals bekannten Architekten bzw. Innenarchitekten entworfenen, repräsentativen Innenräumen, wie dem Landratssaal und dem Empfangszimmer.
Im Jahr 2018 wurde mit den Planungen für eine Sanierung des Gebäudes begonnen. Bis Herbst 2024 wurde die Fassade gereinigt und ausgebessert. Dank einer Novelle im Denkmalschutzgesetz konnte in das neu eingeschieferte Dach eine integrierte Photovoltaik-Anlage verbaut werden. Die erhaltenen Fenster mit Jugendstil-Griffen erhielten zur Innenseite hin eine Vakuum-Verglasung, der Kettenantrieb für die Oberlichter wurde restauriert. Die Vergoldung des Schriftzugs über dem Haupteingang wurde wiederhergestellt.

### Empfangszimmer und Arbeitszimmer des Präsidenten
Im 1. Obergeschoss liegen das Empfangszimmer und das Arbeitszimmer des Regierungspräsidenten.
Das Empfangszimmer wurde von den Münchner Architekten Joseph und Franz Rank entworfen, die dafür auf der Weltausstellung 1904 in St. Louis mit einer Bronzemedaille prämiert wurden. Das Zimmer zeichnet sich durch harmonische Proportion und eine hervorragend verarbeitete Ahornvertäfelung mit zierlichen, geometrischen Intarsien aus.
Das an das Empfangszimmer direkt anschließende Arbeitszimmer des Regierungspräsidenten wurde von Bruno Paul entworfen und auf der Weltausstellung mit einem Grand Prix ausgezeichnet. Durch die dunkle Eichenholzvertäfelung an der Wand, kombiniert mit einer mit hellem Eschenholz verkleideten kassettierten Decke, vermittelt das Arbeitszimmer einen sehr noblen, gediegenen Eindruck.

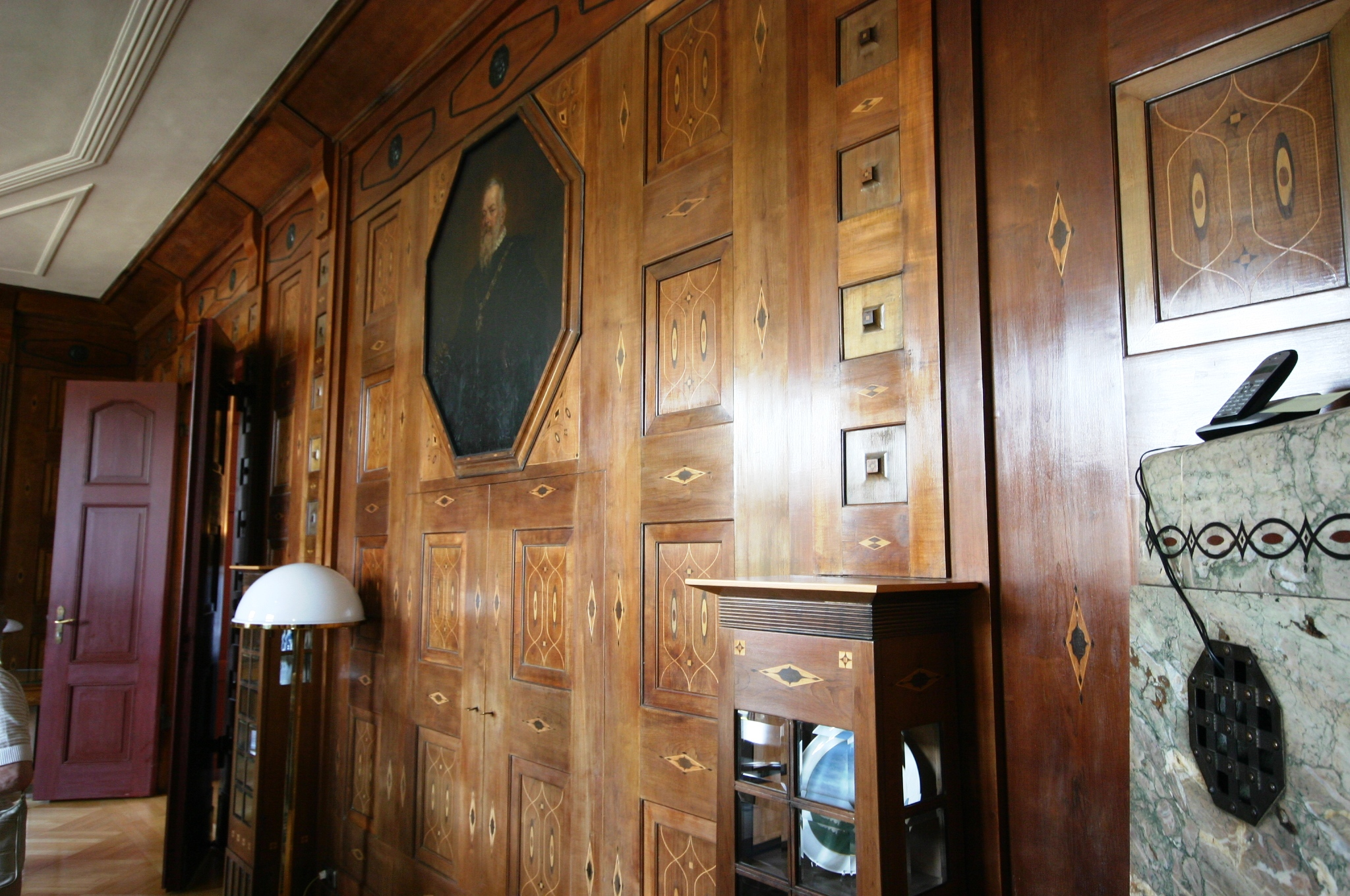
Empfangszimmer
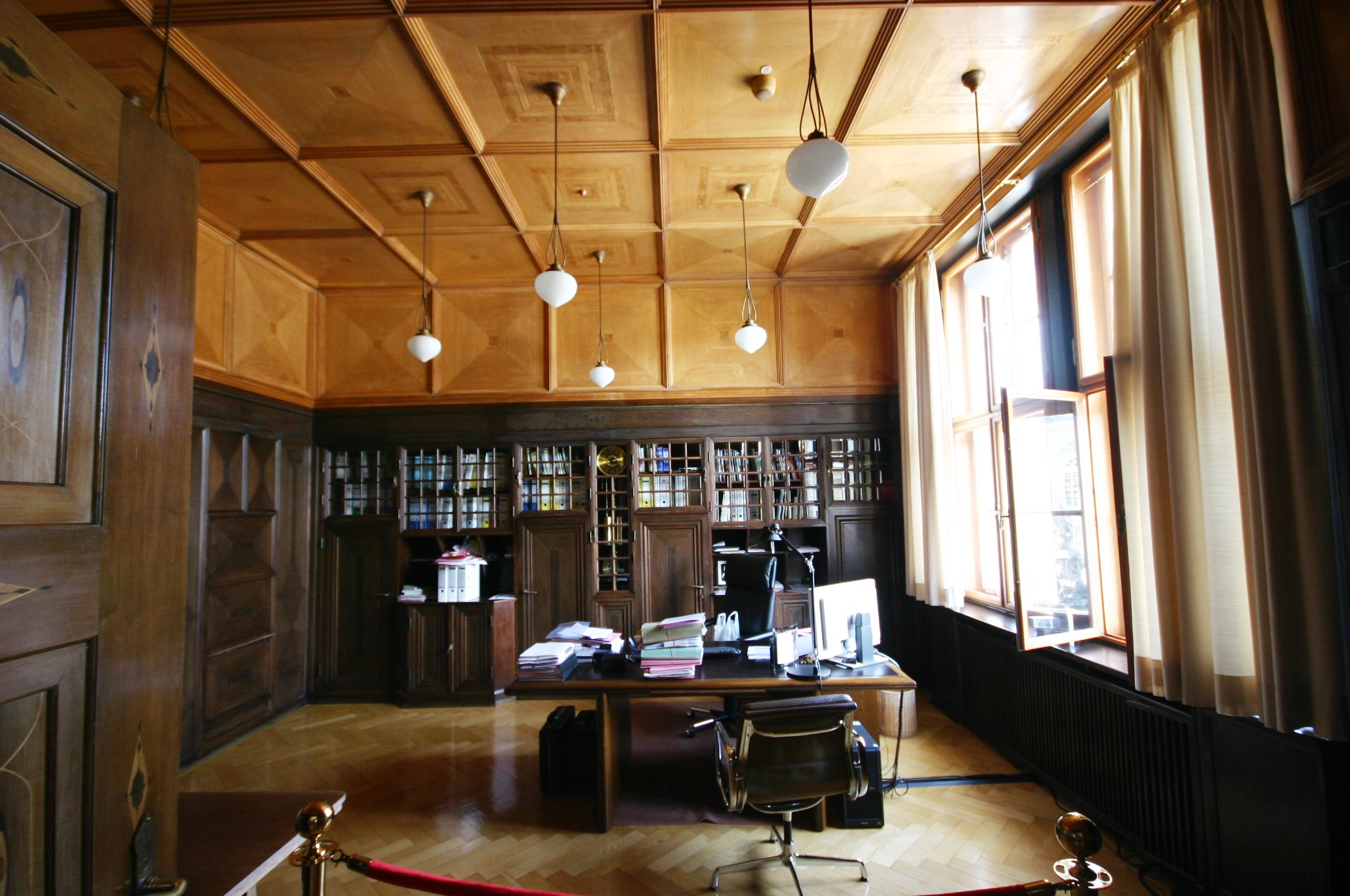
Arbeitszimmer

### Landratssaal
Im 2. Obergeschoss ist der Landratssaal untergebracht, der von dem vor allem für seine Theaterbauten und -entwürfe bekannten Architekten Martin Dülfer entworfen wurde. Die Raumausstattung des Saals wurde auf der Weltausstellung ebenfalls mit meinem Grand Prix ausgezeichnet. Die Materialien und das Design sind harmonisch aufeinander abgestimmt, der Raum erscheint wie aus einem Guss. Die Wände sind mit Mahagoni vertäfelt, in den einzelnen Paneelen sind die Wappen der oberfränkischen Städte als Intarsienarbeiten aufgeführt (außer den Städten des ehemaligen Herzogtums Sachsen-Coburg und Gotha, das erst 1920 zu Bayern und zum Regierungsbezirk Oberfranken kam).

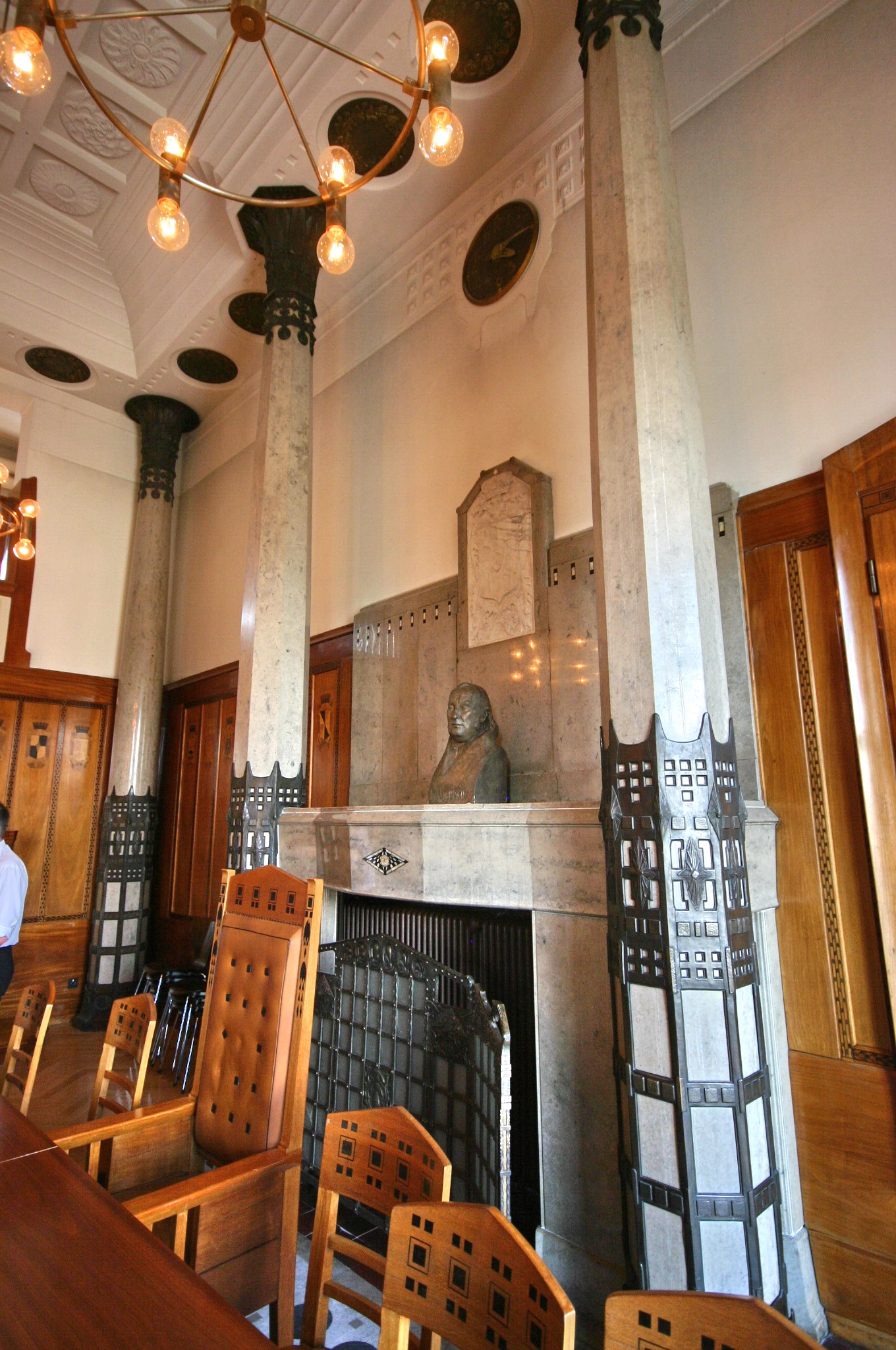
Landratssaal
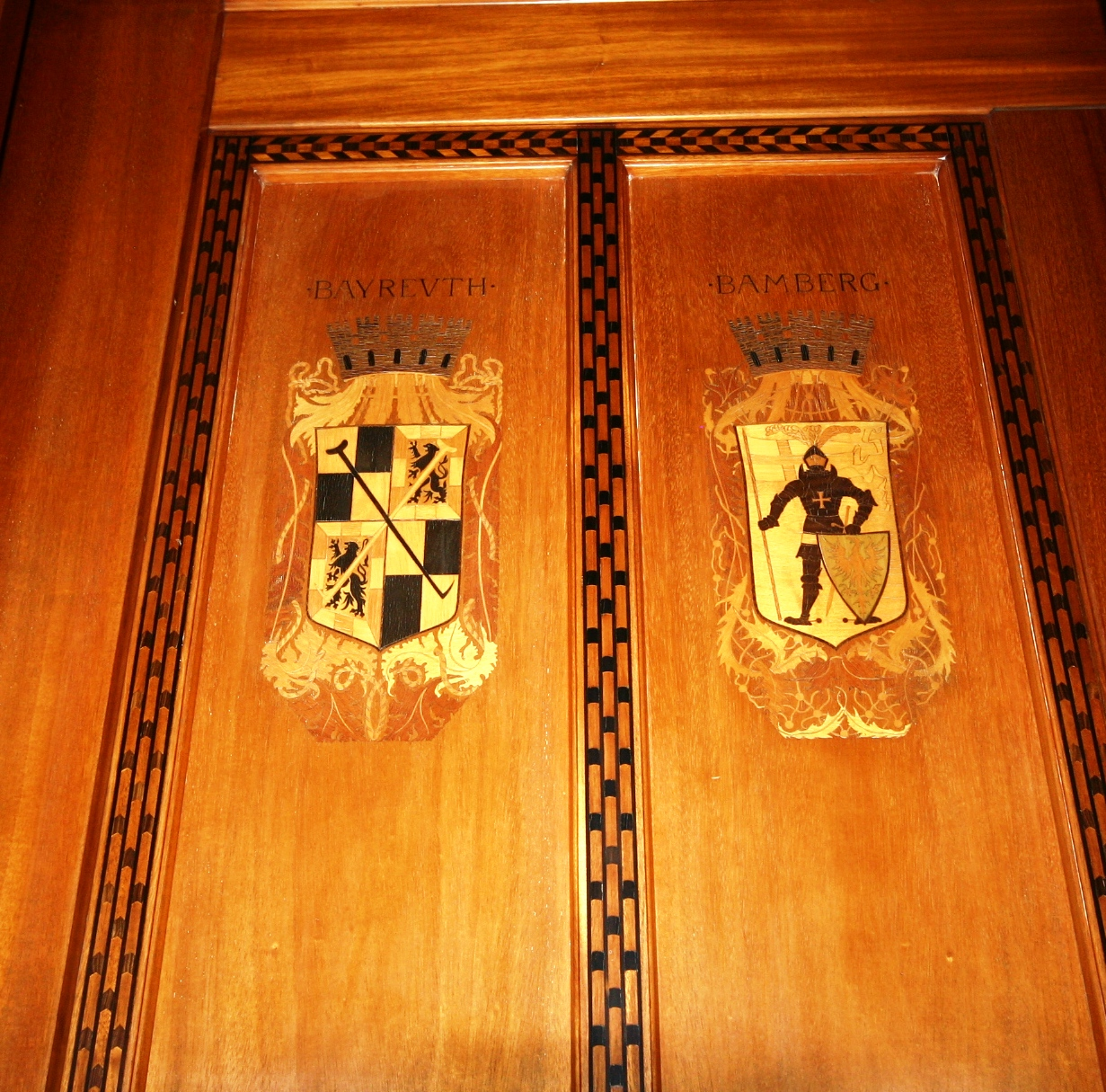
Intarsien: Wappen von Bayreuth und von Bamberg